# Česká hokejová extraliga 2021/2022
Česká hokejová extraliga 2021/2022 je 29. ročníkem nejvyšší hokejové soutěže v Česku. Ze soutěže z předešlé sezony nikdo nesestoupil a soutěž se rozšířila na rekordních 15 účastníků. Patnáctým účastníkem soutěže se stal tým Rytíři Kladno, vítěz play-off 1. české hokejové ligy 2020/2021.

## Systém soutěže
18. ledna 2021 prezident Českého hokeje Tomáš Král objasnil podobu pro ročník 2021/22, ve kterém se účastní celkem 15 týmů (14 z předešlé sezony a nejlepší celek z nižší soutěže). Tým umístěný na posledním 15. místě sestupuje do  1. české hokejové ligy 2021/2022 a klub umístěný na 14. místě bude hrát baráž s vítězným družstvem z 1. české ligy.  Týmy na prvním až čtvrtém místě po základní části postoupí přímo do čtvrtfinále play off, zatímco týmy na 5. až 12. místě budou hrát předkolo.

## Kluby podle krajů
- Praha: HC Sparta Praha
- Středočeský kraj: BK Mladá Boleslav, Rytíři Kladno
- Jihočeský kraj: Madeta Motor České Budějovice
- Plzeňský kraj: HC Škoda Plzeň
- Pardubický kraj: HC Dynamo Pardubice
- Liberecký kraj: Bílí Tygři Liberec
- Ústecký kraj: HC Verva Litvínov
- Moravskoslezský kraj: HC Oceláři Třinec, HC Vítkovice Ridera
- Olomoucký kraj: HC Olomouc
- Zlínský kraj: PSG Berani Zlín
- Karlovarský kraj HC Energie Karlovy Vary
- Královéhradecký kraj: Mountfield HK
- Jihomoravský kraj: HC Kometa Brno

## Základní údaje
| Klub                          | Hlavní trenér                | Kapitán         | Předchozí sezona (po ZČ) |
| ----------------------------- | ---------------------------- | --------------- | ------------------------ |
| HC Oceláři Třinec             | Václav Varaďa                | Petr Vrána      | Zlatá medaile            |
| Bílí Tygři Liberec            | Patrik Augusta               | Petr Jelínek    | Stříbrná medaile         |
| HC Sparta Praha               | Josef Jandač                 | Michal Řepík    | Bronzová medaile         |
| BK Mladá Boleslav             | Radim Rulík                  | Martin Ševc     | 4. místo                 |
| Mountfield HK                 | Tomáš Martinec               | Radek Smoleňák  | 5. místo                 |
| HC Dynamo Pardubice           | Richard Král                 | Patrik Poulíček | 6. místo                 |
| HC Kometa Brno                | Jiří Kalous                  | Martin Zaťovič  | 7. místo                 |
| HC Olomouc                    | Zdeněk Moták a Jan Tomajko   | Jiří Ondrušek   | 8. místo                 |
| HC Škoda Plzeň                | Václav Baďouček a Miloš Říha | Jakub Kindl     | 9. místo                 |
| HC Vítkovice Ridera           | Miloš Holaň                  | Roman Polák     | 10. místo                |
| HC Energie Karlovy Vary       | Martin Pešout                | Tomáš Vondráček | 11. místo                |
| HC Verva Litvínov             | Vladimír Országh             | Viktor Hübl     | 12. místo                |
| PSG Berani Zlín               | Robert Svoboda               | Pavel Kubiš     | 13. místo                |
| Madeta Motor České Budějovice | Jaroslav Modrý               | Milan Gulaš     | 14. místo                |
| Rytíři Kladno                 | David Čermák                 | Tomáš Plekanec  | Vítěz 1. ligy 2020/2021  |

## Konečná tabulka základní části
| Poř. | Tým                           | Z  | V  | VP | PP | P  | VG  | OG  | B   |
| ---- | ----------------------------- | -- | -- | -- | -- | -- | --- | --- | --- |
| 1.   | Mountfield HK                 | 56 | 31 | 9  | 5  | 11 | 182 | 115 | 116 |
| 2.   | HC Oceláři Třinec             | 56 | 31 | 6  | 7  | 12 | 174 | 118 | 112 |
| 3.   | HC Sparta Praha               | 56 | 27 | 6  | 6  | 17 | 203 | 153 | 99  |
| 4.   | Madeta Motor České Budějovice | 56 | 26 | 5  | 5  | 20 | 166 | 151 | 93  |
| 5.   | HC Dynamo Pardubice           | 56 | 22 | 11 | 5  | 18 | 173 | 152 | 93  |
| 6.   | HC Škoda Plzeň                | 56 | 24 | 5  | 9  | 18 | 167 | 154 | 91  |
| 7.   | Bílí Tygři Liberec            | 56 | 25 | 3  | 8  | 20 | 146 | 147 | 89  |
| 8.   | HC Vítkovice Ridera           | 56 | 22 | 8  | 5  | 21 | 142 | 149 | 87  |
| 9.   | HC Olomouc                    | 56 | 20 | 8  | 4  | 24 | 133 | 152 | 80  |
| 10.  | HC Kometa Brno                | 56 | 17 | 10 | 5  | 24 | 145 | 163 | 76  |
| 11.  | BK Mladá Boleslav             | 56 | 21 | 3  | 7  | 25 | 128 | 148 | 76  |
| 12.  | HC Energie Karlovy Vary       | 56 | 19 | 4  | 7  | 26 | 160 | 176 | 72  |
| 13.  | HC Verva Litvínov             | 56 | 18 | 4  | 8  | 26 | 152 | 173 | 70  |
| 14.  | Rytíři Kladno                 | 56 | 14 | 6  | 8  | 28 | 142 | 183 | 62  |
| 15.  | PSG Berani Zlín               | 56 | 9  | 6  | 5  | 36 | 108 | 187 | 44  |

| Vysvětlivka                                |
| ------------------------------------------ |
| Postup do play-off                         |
| Postup do předkola play-off                |
| Konec sezóny pro daný tým                  |
| Baráž proti vítězi finále play off 1. ligy |
| Přímý sestup do 1. ligy                    |

## Hráčské statistiky základní části

### Kanadské bodování
Toto je konečné pořadí hráčů podle dosažených bodů. Za jeden vstřelený gól nebo přihrávku na gól hráč získal jeden bod.
| Poř. | Hráč             | Tým                           | Z  | G  | A  | B  | TM | +/- |
| ---- | ---------------- | ----------------------------- | -- | -- | -- | -- | -- | --- |
| 1.   | Filip Chlapík    | HC Sparta Praha               | 53 | 31 | 39 | 70 | 39 | 29  |
| 2.   | Lukáš Pech       | Madeta Motor České Budějovice | 56 | 22 | 35 | 57 | 32 | 8   |
| 3.   | Michal Bulíř     | HC Škoda Plzeň                | 53 | 27 | 29 | 56 | 18 | -2  |
| 4.   | Peter Mueller    | HC Kometa Brno                | 48 | 23 | 32 | 55 | 14 | 5   |
| 5.   | Tomáš Plekanec   | Rytíři Kladno                 | 56 | 17 | 36 | 53 | 46 | -4  |
| 6.   | Erik Thorell     | HC Sparta Praha               | 49 | 21 | 31 | 52 | 8  | 17  |
| 7.   | Ahti Oksanen     | Mountfield HK                 | 56 | 25 | 23 | 48 | 16 | 27  |
| 8.   | Martin Růžička   | HC Oceláři Třinec             | 52 | 21 | 27 | 48 | 12 | 5   |
| 9.   | Giorgio Estephan | HC Verva Litvínov             | 56 | 18 | 30 | 48 | 10 | -8  |
| 10.  | Robert Říčka     | HC Dynamo Pardubice           | 48 | 27 | 20 | 47 | 30 | -1  |

### Hodnocení brankářů
Toto je konečné pořadí nejlepších deseti brankářů.
| Poř. | Hráč             | Tým                     | Z  | MIN  | OG  | PZ   | PS   | POG  | Úsp%  |
| ---- | ---------------- | ----------------------- | -- | ---- | --- | ---- | ---- | ---- | ----- |
| 1.   | Ondřej Kacetl    | HC Oceláři Třinec       | 25 | 1394 | 38  | 505  | 543  | 1.64 | 93.00 |
| 2.   | Henri Kiviaho    | Mountfield HK           | 27 | 1566 | 53  | 632  | 685  | 2.03 | 92.26 |
| 3.   | Jakub Sedláček   | HC Kometa Brno          | 20 | 1154 | 47  | 528  | 575  | 2.44 | 91.83 |
| 4.   | Dominik Pavlát   | HC Škoda Plzeň          | 25 | 1385 | 51  | 570  | 621  | 2.21 | 91.79 |
| 5.   | Filip Novotný    | Mountfield HK           | 40 | 2343 | 99  | 1091 | 1190 | 2.54 | 91.68 |
| 6.   | Petr Kváča       | Bílí Tygři Liberec      | 44 | 2591 | 104 | 1143 | 1247 | 2.41 | 91.66 |
| 7.   | Miroslav Svoboda | HC Škoda Plzeň          | 31 | 1690 | 73  | 794  | 867  | 2.59 | 91.58 |
| 8.   | Dominik Frodl    | HC Dynamo Pardubice     | 38 | 2123 | 82  | 873  | 955  | 2.32 | 91.41 |
| 9.   | Libor Kašík      | PSG Berani Zlín         | 40 | 2275 | 119 | 1243 | 1362 | 3.14 | 91.26 |
| 10.  | Štěpán Lukeš     | HC Energie Karlovy Vary | 35 | 2033 | 86  | 879  | 965  | 2.54 | 91.09 |

## Výměny trenérů
V průběhu sezóny došlo ke změnám trenérů. Jejich přehled je uveden v tabulce:
| Tým               | Datum změny       | Kolo | Pozice v tabulce | Odvolaný trenér  | Nově nastoupivší trenér |
| ----------------- | ----------------- | ---- | ---------------- | ---------------- | ----------------------- |
| PSG Berani Zlín   | 28. září 2021     | 8.   | 15.              | Robert Svoboda   | Luboš Jenáček           |
| HC Verva Litvínov | 9. listopadu 2021 | 23.  | 10.              | Vladimír Országh | Vladimír Růžička        |

## Pavouk play off
|  | Předkolo | Předkolo       | Předkolo         |           |   | Čtvrtfinále | Čtvrtfinále | Čtvrtfinále |  |   | Semifinále   | Semifinále | Semifinále |  |   | Finále       | Finále | Finále |
|  |          |                |                  |           |   |             |             |             |  |   |              |            |            |  |   |              |        |        |
|  |          |                |                  |           |   |             |             |             |  |   |              |            |            |  |   |              |        |        |
|  |          | 1              | Hradec Králové   | 1         |   |             |             |             |  |   |              |            |            |  |   |              |        |        |
|  |          |                |                  | 1         |   |             |             |             |  |   |              |            |            |  |   |              |        |        |
|  |          |                | 11               | Boleslav  | 4 |             |             |             |  |   |              |            |            |  |   |              |        |        |
|  | 5        | Pardubice      | 11               | Boleslav  | 4 | 3           |             |             |  |   |              |            |            |  |   |              |        |        |
|  | 5        | Pardubice      |                  |           |   | 3           |             |             |  |   |              |            |            |  |   |              |        |        |
|  | 12       | Karlovy Vary   | 0                |           |   |             |             |             |  |   |              |            |            |  |   |              |        |        |
|  | 12       | Karlovy Vary   | 0                |           |   |             |             |             |  | 3 | Sparta Praha | 4          |            |  |   |              |        |        |
|  |          |                |                  |           |   |             |             |             |  | 3 | Sparta Praha | 4          |            |  |   |              |        |        |
|  |          | 4              | České Budějovice | 1         |   |             |             |             |  |   |              |            |            |  |   |              |        |        |
|  |          | 4              | České Budějovice | 1         |   |             |             |             |  |   |              |            |            |  |   |              |        |        |
|  |          |                |                  |           |   |             |             |             |  |   |              |            |            |  |   |              |        |        |
|  |          |                |                  |           |   |             |             |             |  |   |              |            |            |  |   |              |        |        |
|  |          | 4              | České Budějovice | 4         |   |             |             |             |  |   |              |            |            |  |   |              |        |        |
|  |          |                |                  | 4         |   |             |             |             |  |   |              |            |            |  |   |              |        |        |
|  |          |                | 5                | Pardubice | 1 |             |             |             |  |   |              |            |            |  |   |              |        |        |
|  | 6        | Plzeň          | 5                | Pardubice | 1 | 2           |             |             |  |   |              |            |            |  |   |              |        |        |
|  | 6        | Plzeň          |                  |           |   | 2           |             |             |  |   |              |            |            |  |   |              |        |        |
|  | 11       | Mladá Boleslav | 3                |           |   |             |             |             |  |   |              |            |            |  |   |              |        |        |
|  | 11       | Mladá Boleslav | 3                |           |   |             |             |             |  |   |              |            |            |  | 3 | Sparta Praha | 2      |        |
|  |          |                |                  |           |   |             |             |             |  |   |              |            |            |  | 3 | Sparta Praha | 2      |        |
|  |          | 2              | Třinec           | 4         |   |             |             |             |  |   |              |            |            |  |   |              |        |        |
|  |          | 2              | Třinec           | 4         |   |             |             |             |  |   |              |            |            |  |   |              |        |        |
|  |          |                |                  |           |   |             |             |             |  |   |              |            |            |  |   |              |        |        |
|  |          |                |                  |           |   |             |             |             |  |   |              |            |            |  |   |              |        |        |
|  |          | 2              | Třinec           | 4         |   |             |             |             |  |   |              |            |            |  |   |              |        |        |
|  |          |                |                  | 4         |   |             |             |             |  |   |              |            |            |  |   |              |        |        |
|  |          |                | 8                | Vítkovice | 0 |             |             |             |  |   |              |            |            |  |   |              |        |        |
|  | 8        | Vítkovice      | 8                | Vítkovice | 0 | 3           |             |             |  |   |              |            |            |  |   |              |        |        |
|  | 8        | Vítkovice      |                  |           |   | 3           |             |             |  |   |              |            |            |  |   |              |        |        |
|  | 9        | Olomouc        | 2                |           |   |             |             |             |  |   |              |            |            |  |   |              |        |        |
|  | 9        | Olomouc        | 2                |           |   |             |             |             |  | 2 | Třinec       | 4          |            |  |   |              |        |        |
|  |          |                |                  |           |   |             |             |             |  | 2 | Třinec       | 4          |            |  |   |              |        |        |
|  |          | 11             | Mladá Boleslav   | 0         |   |             |             |             |  |   |              |            |            |  |   |              |        |        |
|  |          | 11             | Mladá Boleslav   | 0         |   |             |             |             |  |   |              |            |            |  |   |              |        |        |
|  |          |                |                  |           |   |             |             |             |  |   |              |            |            |  |   |              |        |        |
|  |          |                |                  |           |   |             |             |             |  |   |              |            |            |  |   |              |        |        |
|  |          | 3              | Sparta Praha     | 4         |   |             |             |             |  |   |              |            |            |  |   |              |        |        |
|  |          |                |                  | 4         |   |             |             |             |  |   |              |            |            |  |   |              |        |        |
|  |          |                | 7                | Liberec   | 1 |             |             |             |  |   |              |            |            |  |   |              |        |        |
|  | 7        | Liberec        | 7                | Liberec   | 1 | 3           |             |             |  |   |              |            |            |  |   |              |        |        |
|  | 7        | Liberec        |                  |           |   | 3           |             |             |  |   |              |            |            |  |   |              |        |        |
|  | 10       | Brno           | 2                |           |   |             |             |             |  |   |              |            |            |  |   |              |        |        |

## Play off

### Předkolo

#### Pardubice (5.) – Karlovy Vary (12.)
| 11. března 2022 18:00 | HC Dynamo Pardubice | 3:2 (1:0, 2:2, 0:0) | HC Energie Karlovy Vary | Enteria arena, Pardubice Návštěvnost: 7 658 |  |

| Report | |                     |                                                                                          |                                                                               |
| Dominik Frodl | Dominik Frodl | Brankáři            | Štěpán Lukeš                                                                             | Rozhodčí: Antonín Jeřábek Daniel Pražák Čároví: Miroslav Lhotský Jiří Svoboda |
| 07:06' Ondřej Rohlík (Filip Koffer, Lukáš Anděl) 26:33' Lukáš Anděl (Jan Košťálek, Ondřej Rohlík) 33:11' David Cienciala (Jan Košťálek, Robert Říčka) | 07:06' Ondřej Rohlík (Filip Koffer, Lukáš Anděl) 26:33' Lukáš Anděl (Jan Košťálek, Ondřej Rohlík) 33:11' David Cienciala (Jan Košťálek, Robert Říčka) | 1:0 2:0 2:1 2:2 3:2 | 29:32' Ondřej Beránek (Tomáš Vondráček, Jiří Kulich) 32:56' Jiří Černoch (bez asistence) | Rozhodčí: Antonín Jeřábek Daniel Pražák Čároví: Miroslav Lhotský Jiří Svoboda |
| 8 min | 8 min | Tresty              | 8 min                                                                                    | Rozhodčí: Antonín Jeřábek Daniel Pražák Čároví: Miroslav Lhotský Jiří Svoboda |
| 36 | 36 | Střely              | 27                                                                                       | Rozhodčí: Antonín Jeřábek Daniel Pražák Čároví: Miroslav Lhotský Jiří Svoboda |

| 12. března 2022 19:00 | HC Dynamo Pardubice | 4:2 (3:0, 0:0, 1:2) | HC Energie Karlovy Vary | Enteria arena, Pardubice Návštěvnost: 7 914 |  |

| Report | |                         |                                                                                             |                                                                      |
| Dominik Frodl | Dominik Frodl | Brankáři                | Štěpán Lukeš                                                                                | Rozhodčí: Roman Svoboda Jakub Šindel Čároví: Vít Komárek Ondřej Malý |
| 08:35' Robert Říčka (David Cienciala, Jan Kolář) 13:37' Adam Musil (Jan Kolář, Patrik Poulíček) 16:39' Filip Koffer (Ondřej Rohlík, Lukáš Anděl) 59:52' Adam Musil (bez asistence) | 08:35' Robert Říčka (David Cienciala, Jan Kolář) 13:37' Adam Musil (Jan Kolář, Patrik Poulíček) 16:39' Filip Koffer (Ondřej Rohlík, Lukáš Anděl) 59:52' Adam Musil (bez asistence) | 1:0 2:0 3:0 3:1 3:2 4:2 | 41:15' Tomáš Vondráček (Tomáš Redlich) 58:49' Martin Kohout (Tomáš Redlich, Michal Plutnar) | Rozhodčí: Roman Svoboda Jakub Šindel Čároví: Vít Komárek Ondřej Malý |
| 8 min | 8 min | Tresty                  | 6 min                                                                                       | Rozhodčí: Roman Svoboda Jakub Šindel Čároví: Vít Komárek Ondřej Malý |
| 36 | 36 | Střely                  | 28                                                                                          | Rozhodčí: Roman Svoboda Jakub Šindel Čároví: Vít Komárek Ondřej Malý |

| 14. března 2022 19:00 | HC Energie Karlovy Vary | 2:3 po prodl. (2:2, 0:0, 0:0 - 0:1) | HC Dynamo Pardubice | Rocknet aréna, Chomutov Návštěvnost: 2 035 |  |

| Report                                                                                   |                                                                                          |                     | |                                                                    |
| Štěpán Lukeš                                                                             | Štěpán Lukeš                                                                             | Brankáři            | Dominik Frodl | Rozhodčí: René Hradil Tomáš Veselý Čároví: Vít Lederer Jiří Ganger |
| 02:56' Tomáš Vondráček (Ondřej Beránek) 19:41' Ondřej Beránek (Jakub Flek, Tomáš Havlín) | 02:56' Tomáš Vondráček (Ondřej Beránek) 19:41' Ondřej Beránek (Jakub Flek, Tomáš Havlín) | 1:0 1:1 1:2 2:2 2:3 | 14:45' Adam Musil (Anthony Camara, Ondřej Matýs) 15:08' Patrik Poulíček (Michal Hrádek, Jan Kolář) 68:06' Robert Říčka (Patrik Poulíček) | Rozhodčí: René Hradil Tomáš Veselý Čároví: Vít Lederer Jiří Ganger |
| 6 min                                                                                    | 6 min                                                                                    | Tresty              | 10 min | Rozhodčí: René Hradil Tomáš Veselý Čároví: Vít Lederer Jiří Ganger |
| 37                                                                                       | 37                                                                                       | Střely              | 36 | Rozhodčí: René Hradil Tomáš Veselý Čároví: Vít Lederer Jiří Ganger |

Konečný stav série 3:0 na zápasy pro HC Dynamo Pardubice.

#### Plzeň (6.) – Mladá Boleslav (11.)
| 11. března 2022 17:00 | HC Škoda Plzeň | 3:2 po prodl. (1:1, 1:1, 0:0 - 1:0) | BK Mladá Boleslav | LOGSPEED CZ Aréna, Plzeň Návštěvnost: 3 379 |  |

| Report | |                     |                                                                                        |                                                                  |
| Dominik Pavlát | Dominik Pavlát | Brankáři            | Gašper Krošelj                                                                         | Rozhodčí: Robin Šír Petr Lacina Čároví: Michal Zíka Petr Šimánek |
| 17:40' Martin Lang (Martins Dzierkals) 26:32' Dominik Graňák (Jan Schleiss) 69:01' Peter Čerešňák (Filip Přikryl, Lukáš Kaňák) | 17:40' Martin Lang (Martins Dzierkals) 26:32' Dominik Graňák (Jan Schleiss) 69:01' Peter Čerešňák (Filip Přikryl, Lukáš Kaňák) | 0:1 1:1 1:2 2:2 3:2 | 09:22' Jan Stránský (Ondřej Najman, Martin Pláněk) 26:04' Miloš Kelemen (Mário Lunter) | Rozhodčí: Robin Šír Petr Lacina Čároví: Michal Zíka Petr Šimánek |
| 6 min | 6 min | Tresty              | 6 min                                                                                  | Rozhodčí: Robin Šír Petr Lacina Čároví: Michal Zíka Petr Šimánek |
| 35 | 35 | Střely              | 35                                                                                     | Rozhodčí: Robin Šír Petr Lacina Čároví: Michal Zíka Petr Šimánek |

| 12. března 2022 15:00 | HC Škoda Plzeň | 2:3 (2:0, 0:1, 0:2) | BK Mladá Boleslav | LOGSPEED CZ Aréna, Plzeň Návštěvnost: 3 617 |  |

| Report                                                                                   |                                                                                          |                     | |                                                                       |
| Dominik Pavlát                                                                           | Dominik Pavlát                                                                           | Brankáři            | Gašper Krošelj | Rozhodčí: Vladimír Pešina Luděk Pilný Čároví: Tomáš Gerát Jiří Ganger |
| 03:56' Tomáš Mertl (Ludwig Blomstrand, Peter Čerešňák) 12:10' Tomáš Mertl (Michal Bulíř) | 03:56' Tomáš Mertl (Ludwig Blomstrand, Peter Čerešňák) 12:10' Tomáš Mertl (Michal Bulíř) | 1:0 2:0 2:1 2:2 2:3 | 33:09' Jakub Kotala (Alex Lintuniemi, Oscar Flynn) 52:45' Jan Eberle (David Šťastný) 55:37' Miloš Kelemen (bez asistence) | Rozhodčí: Vladimír Pešina Luděk Pilný Čároví: Tomáš Gerát Jiří Ganger |
| 20 min                                                                                   | 20 min                                                                                   | Tresty              | 18 min | Rozhodčí: Vladimír Pešina Luděk Pilný Čároví: Tomáš Gerát Jiří Ganger |
| 34                                                                                       | 34                                                                                       | Střely              | 33 | Rozhodčí: Vladimír Pešina Luděk Pilný Čároví: Tomáš Gerát Jiří Ganger |

| 14. března 2022 17:00 | BK Mladá Boleslav | 5:3 (1:0, 1:1, 3:2) | HC Škoda Plzeň | ŠKO-ENERGO Aréna, Mladá Boleslav Návštěvnost: 2 983 |  |

| Report | |                                 | |                                                                  |
| Gašper Krošelj | Gašper Krošelj | Brankáři                        | Dominik Pavlát | Rozhodčí: Robin Šír Petr Lacina Čároví: Vít Komárek Daniel Hynek |
| 06:52' Jan Eberle (Ondřej Najman) 26:08' Matyáš Kantner (David Šťastný, Alex Lintuniemi) 55:19' Miloš Kelemen (Tomáš Fořt) 56:22' Matyáš Kantner (Adam Jánošík, Martin Pláněk) 59:11' Miloš Kelemen (bez asistence) | 06:52' Jan Eberle (Ondřej Najman) 26:08' Matyáš Kantner (David Šťastný, Alex Lintuniemi) 55:19' Miloš Kelemen (Tomáš Fořt) 56:22' Matyáš Kantner (Adam Jánošík, Martin Pláněk) 59:11' Miloš Kelemen (bez asistence) | 1:0 2:0 2:1 2:2 2:3 3:3 4:3 5:3 | 33:56' Gustaf Thorell (Ludwig Blomstrand) 49:52' Michal Bulíř (Peter Čerešňák, Ludwig Blomstrand) 53:00' Martin Lang (Martins Dzierkals, Vojtěch Budík) | Rozhodčí: Robin Šír Petr Lacina Čároví: Vít Komárek Daniel Hynek |
| 6 min | 6 min | Tresty                          | 10 min | Rozhodčí: Robin Šír Petr Lacina Čároví: Vít Komárek Daniel Hynek |
| 33 | 33 | Střely                          | 31 | Rozhodčí: Robin Šír Petr Lacina Čároví: Vít Komárek Daniel Hynek |

| 15. března 2022 17:00 | BK Mladá Boleslav | 0:1 (0:1, 0:0, 0:0) | HC Škoda Plzeň | ŠKO-ENERGO Aréna, Mladá Boleslav Návštěvnost: 2 722 |  |

| Report         |                |          |                                                    |                                                                 |
| Gašper Krošelj | Gašper Krošelj | Brankáři | Miroslav Svoboda                                   | Rozhodčí: Adam Kika Peter Stano Čároví: Tomáš Gerát Jiří Ganger |
|                |                | 0:1      | 03:45' Jan Dufek (Michal Bulíř, Ludwig Blomstrand) | Rozhodčí: Adam Kika Peter Stano Čároví: Tomáš Gerát Jiří Ganger |
| 4 min          | 4 min          | Tresty   | 4 min                                              | Rozhodčí: Adam Kika Peter Stano Čároví: Tomáš Gerát Jiří Ganger |
| 33             | 33             | Střely   | 21                                                 | Rozhodčí: Adam Kika Peter Stano Čároví: Tomáš Gerát Jiří Ganger |

| 17. března 2022 17:30 | HC Škoda Plzeň | 2:3 (0:1, 1:1, 1:1) | BK Mladá Boleslav | LOGSPEED CZ Aréna, Plzeň Návštěvnost: 5 167 |  |

| Report                                                                    |                                                                           |                     | |                                                                  |
| Miroslav Svoboda                                                          | Miroslav Svoboda                                                          | Brankáři            | Gašper Krošelj | Rozhodčí: Petr Lacina Robin Šír Čároví: Jiří Ondráček Josef Špůr |
| 29:36' Michal Bulíř (Peter Čerešňák) 50:32' Jan Schleiss (Peter Čerešňák) | 29:36' Michal Bulíř (Peter Čerešňák) 50:32' Jan Schleiss (Peter Čerešňák) | 0:1 1:1 1:2 1:3 2:3 | 14:45' Jakub Kotala (David Šťastný) 39:09' Oscar Flynn (Maris Bičevskis, Jakub Kotala) 46:05' Miloš Kelemen (Martin Ševc) | Rozhodčí: Petr Lacina Robin Šír Čároví: Jiří Ondráček Josef Špůr |
| 6 min                                                                     | 6 min                                                                     | Tresty              | 10 min | Rozhodčí: Petr Lacina Robin Šír Čároví: Jiří Ondráček Josef Špůr |
| 32                                                                        | 32                                                                        | Střely              | 24 | Rozhodčí: Petr Lacina Robin Šír Čároví: Jiří Ondráček Josef Špůr |

Konečný stav série 3:2 na zápasy pro BK Mladá Boleslav.

#### Liberec (7.) – Brno (10.)
| 11. března 2022 19:00 | Bílí Tygři Liberec | 4:3 (2:0, 2:3, 0:0) | HC Kometa Brno | Home Credit Arena, Liberec Návštěvnost: 4 199 |  |

| Report | |                             | |                                                                       |
| Petr Kváča | Petr Kváča | Brankáři                    | Marek Čiliak | Rozhodčí: Roman Mrkva Pavel Obadal Čároví: Daniel Hynek David Klouček |
| 05:12' Petr Kolmann (Jaroslav Vlach, Petr Jelínek) 14:30' Mislav Rosandić (Jakub Klepiš, T.J. Melancon) 31:00' Petr Jelínek (Ladislav Šmíd, T.J. Melancon) 37:06' Adam Najman (Mislav Rosandič, Ladislav Šmíd) | 05:12' Petr Kolmann (Jaroslav Vlach, Petr Jelínek) 14:30' Mislav Rosandić (Jakub Klepiš, T.J. Melancon) 31:00' Petr Jelínek (Ladislav Šmíd, T.J. Melancon) 37:06' Adam Najman (Mislav Rosandič, Ladislav Šmíd) | 1:0 2:0 2:1 2:2 2:3 3:3 4:3 | 23:24' Peter Mueller (Andrej Kollár) 25:11' Luboš Horký (bez asistence) 28:12' Petr Holík (Peter Mueller, Adam Zbořil) | Rozhodčí: Roman Mrkva Pavel Obadal Čároví: Daniel Hynek David Klouček |
| 4 min | 4 min | Tresty                      | 12 min | Rozhodčí: Roman Mrkva Pavel Obadal Čároví: Daniel Hynek David Klouček |
| 42 | 42 | Střely                      | 24 | Rozhodčí: Roman Mrkva Pavel Obadal Čároví: Daniel Hynek David Klouček |

| 12. března 2022 17:00 | Bílí Tygři Liberec | 3:2 po prodl. (1:0, 0:1, 1:1 - 1:0) | HC Kometa Brno | Home Credit Arena, Liberec Návštěvnost: 4 621 |  |

| Report | |                     |                                                                       |                                                                    |
| Petr Kváča | Petr Kváča | Brankáři            | Matej Tomek                                                           | Rozhodčí: Adam Kika Matěj Sýkora Čároví: Jakub Frodl Jiří Ondráček |
| 06:48' Jakub Rychlovský (Adam Najman) 59:42' Jakub Klepiš (Ladislav Šmíd, Jaroslav Vlach) 63:21' Martin Faško-Rudáš (T.J. Melancon, Ladislav Šmíd) | 06:48' Jakub Rychlovský (Adam Najman) 59:42' Jakub Klepiš (Ladislav Šmíd, Jaroslav Vlach) 63:21' Martin Faško-Rudáš (T.J. Melancon, Ladislav Šmíd) | 1:0 1:1 1:2 2:2 3:2 | 28:45' Peter Mueller (Kevin Tansey) 45:00' Peter Mueller (Otakar Šik) | Rozhodčí: Adam Kika Matěj Sýkora Čároví: Jakub Frodl Jiří Ondráček |
| 4 min | 4 min | Tresty              | 4 min                                                                 | Rozhodčí: Adam Kika Matěj Sýkora Čároví: Jakub Frodl Jiří Ondráček |
| 34 | 34 | Střely              | 45                                                                    | Rozhodčí: Adam Kika Matěj Sýkora Čároví: Jakub Frodl Jiří Ondráček |

| 14. března 2022 18:00 | HC Kometa Brno | 4:2 (2:0, 1:1, 1:1) | Bílí Tygři Liberec | Winning Group Arena, Brno Návštěvnost: 7 136 |  |

| Report | |                         |                                                                      |                                                                       |
| Marek Čiliak | Marek Čiliak | Brankáři                | Petr Kváča                                                           | Rozhodčí: Oldřich Hejduk Petr Úlehla Čároví: Ladislav Lučan Milan Kis |
| 12:58' Andrej Kollár (Rhett Holland, Peter Mueller) 16:30' Tomáš Vincour (Petr Holík, Martin Zaťovič) 22:09' Michal Krištof (Pavel Jenyš, Marek Ďaloga) 40:59' Michal Krištof (Pavel Jenyš, Marek Ďaloga) | 12:58' Andrej Kollár (Rhett Holland, Peter Mueller) 16:30' Tomáš Vincour (Petr Holík, Martin Zaťovič) 22:09' Michal Krištof (Pavel Jenyš, Marek Ďaloga) 40:59' Michal Krištof (Pavel Jenyš, Marek Ďaloga) | 1:0 2:0 3:0 3:1 4:1 4:2 | 38:26' Michal Birner (Ladislav Šmíd) 56:14' Dávid Gríger (Jan Ordoš) | Rozhodčí: Oldřich Hejduk Petr Úlehla Čároví: Ladislav Lučan Milan Kis |
| 22 min | 22 min | Tresty                  | 22 min                                                               | Rozhodčí: Oldřich Hejduk Petr Úlehla Čároví: Ladislav Lučan Milan Kis |
| 32 | 32 | Střely                  | 24                                                                   | Rozhodčí: Oldřich Hejduk Petr Úlehla Čároví: Ladislav Lučan Milan Kis |

| 15. března 2022 18:00 | HC Kometa Brno | 3:2 (0:1, 0:0, 3:1) | Bílí Tygři Liberec | Winning Group Arena, Brno Návštěvnost: 7 014 |  |

| Report | |                     |                                                                  |                                                                     |
| Marek Čiliak | Marek Čiliak | Brankáři            | Petr Kváča                                                       | Rozhodčí: Roman Mrkva Pavel Obadal Čároví: Vít Lederer Lukáš Rampír |
| 52:10' Michal Krištof (Tomáš Bartejs) 52:57' Marek Ďaloga (Tomáš Bartejs, Adam Zbořil) 56:32' Petr Holík (Martin Zaťovič, Marek Ďaloga) | 52:10' Michal Krištof (Tomáš Bartejs) 52:57' Marek Ďaloga (Tomáš Bartejs, Adam Zbořil) 56:32' Petr Holík (Martin Zaťovič, Marek Ďaloga) | 0:1 0:2 1:2 2:2 3:2 | 00:27' Jaroslav Vlach (Adam Klapka) 48:46' Jan Šír (Adam Najman) | Rozhodčí: Roman Mrkva Pavel Obadal Čároví: Vít Lederer Lukáš Rampír |
| 2 min | 2 min | Tresty              | 10 min                                                           | Rozhodčí: Roman Mrkva Pavel Obadal Čároví: Vít Lederer Lukáš Rampír |
| 45 | 45 | Střely              | 17                                                               | Rozhodčí: Roman Mrkva Pavel Obadal Čároví: Vít Lederer Lukáš Rampír |

| 17. března 2022 19:00 | Bílí Tygři Liberec | 6:1 (1:0, 3:0, 2:1) | HC Kometa Brno | Home Credit Arena, Liberec Návštěvnost: 5 269 |  |

| Report | |                             |                                                   |                                                                    |
| Petr Kváča | Petr Kváča | Brankáři                    | Matej Tomek, Pavel Jekel                          | Rozhodčí: Adam Kika Roman Mrkva Čároví: Lukáš Kajínek Daniel Hynek |
| 13:43' Jan Ordoš (Dávid Gríger, Ladislav Šmíd) 21:17' Michal Birner (Tomáš Filippi, Ladislav Šmíd) 25:31' Jakub Klepiš (Petr Kolmann, Mislav Rosandič) 39:35' Jan Ordoš (Dávid Gríger, Jakub Klepiš) 59:01' Michal Birner (Tomáš Filippi, Adam Klapka) 59:40' Dávid Gríger (Jakub Rychlovský) | 13:43' Jan Ordoš (Dávid Gríger, Ladislav Šmíd) 21:17' Michal Birner (Tomáš Filippi, Ladislav Šmíd) 25:31' Jakub Klepiš (Petr Kolmann, Mislav Rosandič) 39:35' Jan Ordoš (Dávid Gríger, Jakub Klepiš) 59:01' Michal Birner (Tomáš Filippi, Adam Klapka) 59:40' Dávid Gríger (Jakub Rychlovský) | 1:0 2:0 3:0 4:0 4:1 5:1 6:1 | 40:53' Martin Zaťovič (Peter Mueller, Petr Holík) | Rozhodčí: Adam Kika Roman Mrkva Čároví: Lukáš Kajínek Daniel Hynek |
| 4 min | 4 min | Tresty                      | 2 min                                             | Rozhodčí: Adam Kika Roman Mrkva Čároví: Lukáš Kajínek Daniel Hynek |
| 29 | 29 | Střely                      | 31                                                | Rozhodčí: Adam Kika Roman Mrkva Čároví: Lukáš Kajínek Daniel Hynek |

Konečný stav série 3:2 na zápasy pro Bílí Tygři Liberec.

#### Vítkovice (8.) – Olomouc (9.)
| 11. března 2022 17:00 | HC VÍTKOVICE RIDERA | 4:3 po prodl. (1:0, 1:2, 1:1 - 1:0) | HC Olomouc | Ostravar Aréna, Ostrava Návštěvnost: 6 005 |  |

| Report | |                             | |                                                                          |
| Aleš Stezka | Aleš Stezka | Brankáři                    | Branislav Konrád | Rozhodčí: Oldřich Hejduk Tomáš Micka Čároví: Tomáš Brejcha Jiří Ondráček |
| 16:06' Jan Hruška (Lukáš Kovář, Patrik Koch) 34:49' Tobias Lindberg (Roman Polák, Ruslan Pedan) 58:39' Jan Hruška (Dominik Lakatoš, Lukáš Krenželok) 72:07' Marek Kalus (Tobias Lindberg) | 16:06' Jan Hruška (Lukáš Kovář, Patrik Koch) 34:49' Tobias Lindberg (Roman Polák, Ruslan Pedan) 58:39' Jan Hruška (Dominik Lakatoš, Lukáš Krenželok) 72:07' Marek Kalus (Tobias Lindberg) | 1:0 2:0 2:1 2:2 3:2 3:3 4:3 | 37:01' Petr Kolouch (Jiří Ondrušek, Vilém Burian) 39:49' David Krejčí (David Škůrek, Jakub Navrátil) 59:15' Jiří Ondrušek (David Krejčí, Jan Knotek) | Rozhodčí: Oldřich Hejduk Tomáš Micka Čároví: Tomáš Brejcha Jiří Ondráček |
| 15 min | 15 min | Tresty                      | 31 min | Rozhodčí: Oldřich Hejduk Tomáš Micka Čároví: Tomáš Brejcha Jiří Ondráček |
| 33 | 33 | Střely                      | 42 | Rozhodčí: Oldřich Hejduk Tomáš Micka Čároví: Tomáš Brejcha Jiří Ondráček |

| 12. března 2022 17:00 | HC VÍTKOVICE RIDERA | 1:3 (1:2, 0:1, 0:0) | HC Olomouc | Ostravar Aréna, Ostrava Návštěvnost: 7 425 |  |

| Report                                         |                                                |                 | |                                                                   |
| Daniel Dolejš                                  | Daniel Dolejš                                  | Brankáři        | Branislav Konrád | Rozhodčí: Petr Úlehla Tomáš Veselý Čároví: Milan Kis Jiří Gebauer |
| 09:00' Samuel Bitten (Jakub Iléš, Patrik Koch) | 09:00' Samuel Bitten (Jakub Iléš, Patrik Koch) | 0:1 1:1 1:2 1:3 | 04:50' Jan Bambula (Silvester Kusko, Jan Knotek) 14:27' Jan Knotek (Tomáš Dujsík, Jan Bambula) 20:49' Jan Knotek (Jiří Ondrušek, Jakub Navrátil) | Rozhodčí: Petr Úlehla Tomáš Veselý Čároví: Milan Kis Jiří Gebauer |
| 10 min                                         | 10 min                                         | Tresty          | 14 min | Rozhodčí: Petr Úlehla Tomáš Veselý Čároví: Milan Kis Jiří Gebauer |
| 30                                             | 30                                             | Střely          | 17 | Rozhodčí: Petr Úlehla Tomáš Veselý Čároví: Milan Kis Jiří Gebauer |

| 14. března 2022 18:00 | HC Olomouc | 3:2 (1:0, 1:1, 1:1) | HC VÍTKOVICE RIDERA | Zimní stadion Olomouc, Olomouc Návštěvnost: 5 050 |  |

| Report | |                     | |                                                                         |
| Branislav Konrád | Branislav Konrád | Brankáři            | Aleš Stezka                                                                                             | Rozhodčí: Antonín Jeřábek Matěj Sýkora Čároví: Lukáš Rampír Tomáš Gerát |
| 07:38' Jakub Navrátil (David Krejčí, Lukáš Klimek) 36:56' Michal Kunc (Tomáš Dujsík, Vilém Burian) 57:26' David Krejčí (Jan Knotek) | 07:38' Jakub Navrátil (David Krejčí, Lukáš Klimek) 36:56' Michal Kunc (Tomáš Dujsík, Vilém Burian) 57:26' David Krejčí (Jan Knotek) | 1:0 1:1 2:1 2:2 3:2 | 35:26' Alexey Solovyev (Dominik Lakatoš, Jan Hruška) 52:38' Karel Plášil (Jakub Stehlík, Petr Fridrich) | Rozhodčí: Antonín Jeřábek Matěj Sýkora Čároví: Lukáš Rampír Tomáš Gerát |
| 8 min | 8 min | Tresty              | 10 min                                                                                                  | Rozhodčí: Antonín Jeřábek Matěj Sýkora Čároví: Lukáš Rampír Tomáš Gerát |
| 26 | 26 | Střely              | 20 | Rozhodčí: Antonín Jeřábek Matěj Sýkora Čároví: Lukáš Rampír Tomáš Gerát |

| 15. března 2022 19:00 | HC Olomouc | 3:4 (1:0, 1:1, 1:3) | HC VÍTKOVICE RIDERA | Zimní stadion Olomouc, Olomouc Návštěvnost: 4 879 |  |

| Report | |                             | |                                                                           |
| Branislav Konrád | Branislav Konrád | Brankáři                    | Aleš Stezka | Rozhodčí: Vladimír Pešina Daniel Pražák Čároví: Tomáš Brejcha Ondřej Malý |
| 10:29' Vilém Burian (Michal Kunc, David Škůrek) 30:15' Michal Kunc (Vilém Burian, Tomáš Černý) 52:21' David Krejčí (Tomáš Černý) | 10:29' Vilém Burian (Michal Kunc, David Škůrek) 30:15' Michal Kunc (Vilém Burian, Tomáš Černý) 52:21' David Krejčí (Tomáš Černý) | 1:0 2:0 2:1 2:2 2:3 3:3 3:4 | 31:38' Jan Bernovský (Robert Flick) 47:57' Marek Kalus (Lukáš Krenželok, Samuel Bitten) 48:37' Dominik Lakatoš (Alexey Solovyev, Jan Hruška) 53:24' Tobias Lindberg (bez asistence) | Rozhodčí: Vladimír Pešina Daniel Pražák Čároví: Tomáš Brejcha Ondřej Malý |
| 15 min | 15 min | Tresty                      | 25 min | Rozhodčí: Vladimír Pešina Daniel Pražák Čároví: Tomáš Brejcha Ondřej Malý |
| 31 | 31 | Střely                      | 28 | Rozhodčí: Vladimír Pešina Daniel Pražák Čároví: Tomáš Brejcha Ondřej Malý |

| 17. března 2022 17:00 | HC VÍTKOVICE RIDERA | 3:1 (1:1, 0:0, 2:0) | HC Olomouc | Ostravar Aréna, Ostrava Návštěvnost: 8 729 |  |

| Report | |                 |                                        |                                                                                |
| Aleš Stezka | Aleš Stezka | Brankáři        | Branislav Konrád                       | Rozhodčí: Antonín Jeřábek Oldřich Hejduk Čároví: Miroslav Lhotský Jiří Svoboda |
| 07:50' Petr Fridrich (Dominik Lakatoš, Jan Hruška) 42:01' Robert Flick (Jan Bernovský, Lukáš Kovář) 59:59' Lukáš Krenželok (bez asistence) | 07:50' Petr Fridrich (Dominik Lakatoš, Jan Hruška) 42:01' Robert Flick (Jan Bernovský, Lukáš Kovář) 59:59' Lukáš Krenželok (bez asistence) | 0:1 1:1 2:1 3:1 | 06:57' Vojtěch Tomeček (bez asistence) | Rozhodčí: Antonín Jeřábek Oldřich Hejduk Čároví: Miroslav Lhotský Jiří Svoboda |
| 8 min | 8 min | Tresty          | 6 min                                  | Rozhodčí: Antonín Jeřábek Oldřich Hejduk Čároví: Miroslav Lhotský Jiří Svoboda |
| 20 | 20 | Střely          | 25                                     | Rozhodčí: Antonín Jeřábek Oldřich Hejduk Čároví: Miroslav Lhotský Jiří Svoboda |

Konečný stav série 3:2 na zápasy pro HC VÍTKOVICE RIDERA.

### Čtvrtfinále

#### Hradec Králové (1.) – Mladá Boleslav (11.)
| 19. března 2022 19:00 | Mountfield HK | 2:1 (0:0, 1:0, 1:1) | BK Mladá Boleslav | ČPP aréna, Hradec Králové Návštěvnost: 6 013 |  |

| Report                                                                   |                                                                          |             |                                              |                                                                         |
| Filip Novotný                                                            | Filip Novotný                                                            | Brankáři    | Gašper Krošelj                               | Rozhodčí: Vladimír Pešina Jiří Ondráček Čároví: Jakub Frodl Vít Komárek |
| 31:08' Kelly Klíma (Richard Nedomlel) 52:25' Kevin Klíma (bez asistence) | 31:08' Kelly Klíma (Richard Nedomlel) 52:25' Kevin Klíma (bez asistence) | 1:0 1:1 2:1 | 51:24' Jan Eberle (Pavel Pýcha, Martin Ševc) | Rozhodčí: Vladimír Pešina Jiří Ondráček Čároví: Jakub Frodl Vít Komárek |
| 10 min                                                                   | 10 min                                                                   | Tresty      | 6 min                                        | Rozhodčí: Vladimír Pešina Jiří Ondráček Čároví: Jakub Frodl Vít Komárek |
| 33                                                                       | 33                                                                       | Střely      | 32                                           | Rozhodčí: Vladimír Pešina Jiří Ondráček Čároví: Jakub Frodl Vít Komárek |

| 20. března 2022 16:00 | Mountfield HK | 2:3 (2:0, 0:2, 0:1) | BK Mladá Boleslav | ČPP aréna, Hradec Králové Návštěvnost: 5 682 |  |

| Report                                                                          |                                                                                 |                     | |                                                                        |
| Filip Novotný, Henri Kiviaho                                                    | Filip Novotný, Henri Kiviaho                                                    | Brankáři            | Gašper Krošelj | Rozhodčí: Daniel Pražák Matěj Sýkora Čároví: Daniel Hynek Lukáš Rampír |
| 00:54' Aleš Jergl (Petr Kalina) 03:42' Petr Kalina (Lukáš Cingel, Jakub Orsava) | 00:54' Aleš Jergl (Petr Kalina) 03:42' Petr Kalina (Lukáš Cingel, Jakub Orsava) | 1:0 2:0 2:1 2:2 2:3 | 29:43' Alex Lintuniemi (Jakub Kotala, Miloš Kelemen) 31:10' Mário Lunter (Tomáš Fořt, Miloš Kelemen) 47:24' Pavel Kousal (Ondřej Najman) | Rozhodčí: Daniel Pražák Matěj Sýkora Čároví: Daniel Hynek Lukáš Rampír |
| 10 min                                                                          | 10 min                                                                          | Tresty              | 33 min | Rozhodčí: Daniel Pražák Matěj Sýkora Čároví: Daniel Hynek Lukáš Rampír |
| 42                                                                              | 42                                                                              | Střely              | 19 | Rozhodčí: Daniel Pražák Matěj Sýkora Čároví: Daniel Hynek Lukáš Rampír |

| 23. března 2022 17:00 | BK Mladá Boleslav | 3:2 po s.n. (2:1) (0:0, 1:1, 1:1 - 0:0) | Mountfield HK | ŠKO-ENERGO Aréna, Mladá Boleslav Návštěvnost: 3 896 |  |

| Report | |                     |                                                                                                 |                                                                       |
| Gašper Krošelj | Gašper Krošelj | Brankáři            | Henri Kiviaho                                                                                   | Rozhodčí: Roman Mrkva Adam Kika Čároví: Miroslav Lhotský Jiří Svoboda |
| 22:58' Miloš Kelemen (Tomáš Fořt) 43:55' Pavel Kousal (Martin Pláněk, Jan Stránský) 80:00' Miloš Kelemen (rozhodující nájezd) | 22:58' Miloš Kelemen (Tomáš Fořt) 43:55' Pavel Kousal (Martin Pláněk, Jan Stránský) 80:00' Miloš Kelemen (rozhodující nájezd) | 1:0 1:1 2:1 2:2 3:2 | 30:02' Jakub Lev (Graeme McCormack, Aleš Jergl) 57:10' Radek Smoleňák (Jakub Lev, Filip Pavlík) | Rozhodčí: Roman Mrkva Adam Kika Čároví: Miroslav Lhotský Jiří Svoboda |
| 12 min | 12 min | Tresty              | 10 min                                                                                          | Rozhodčí: Roman Mrkva Adam Kika Čároví: Miroslav Lhotský Jiří Svoboda |
| 30 | 30 | Střely              | 48                                                                                              | Rozhodčí: Roman Mrkva Adam Kika Čároví: Miroslav Lhotský Jiří Svoboda |

| 24. března 2022 19:00 | BK Mladá Boleslav | 4:3 po prodl. (2:1, 1:1, 0:1 - 1:0) | Mountfield HK | ŠKO-ENERGO Aréna, Mladá Boleslav Návštěvnost: 4 033 |  |

| Report | |                             | |                                                                        |
| Gašper Krošelj | Gašper Krošelj | Brankáři                    | Henri Kiviaho | Rozhodčí: Daniel Pražák Matěj Sýkora Čároví: Tomáš Brejcha Tomáš Gerát |
| 07:44' Jan Eberle (bez asistence) 17:43' Pavel Pýcha (David Šťastný, Martin Ševc) 37:28' Miloš Keleman (Pavel Pýcha) 77:00' Jan Eberle (Ondřej Najman, Jan Stránský) | 07:44' Jan Eberle (bez asistence) 17:43' Pavel Pýcha (David Šťastný, Martin Ševc) 37:28' Miloš Keleman (Pavel Pýcha) 77:00' Jan Eberle (Ondřej Najman, Jan Stránský) | 0:1 1:1 2:1 3:1 3:2 3:3 4:3 | 04:54' Jeremie Blain (Christophe Lalancette, Nikita Scherbak) 18:43' Jakub Lev (Ahti Oksanen, Jeremie Blain) 58:05' Radek Smoleňák (Graeme McCormack, Christophe Lalanctte) | Rozhodčí: Daniel Pražák Matěj Sýkora Čároví: Tomáš Brejcha Tomáš Gerát |
| 8 min | 8 min | Tresty                      | 14 min | Rozhodčí: Daniel Pražák Matěj Sýkora Čároví: Tomáš Brejcha Tomáš Gerát |
| 20 | 20 | Střely                      | 32 | Rozhodčí: Daniel Pražák Matěj Sýkora Čároví: Tomáš Brejcha Tomáš Gerát |

| 27. března 2022 17:20 | Mountfield HK | 3:4 po prodl. (1:1, 1:0, 1:2 - 0:1) | BK Mladá Boleslav | ČPP aréna, Hradec Králové Návštěvnost: 5 323 |  |

| Report | |                             | |                                                                 |
| Filip Novotný | Filip Novotný | Brankáři                    | Gašper Krošelj | Rozhodčí: Roman Mrkva Adam Kika Čároví: Jakub Frodl Vít Komárek |
| 03:10' Jakub Orsava (Petr Koukal, Lukáš Cingel) 36:56' Aleš Jergl (Jordann Perret, Kevin Klíma) 57:52' Nikita Scherbak (Jakub Orsava, Aleš Jergl) | 03:10' Jakub Orsava (Petr Koukal, Lukáš Cingel) 36:56' Aleš Jergl (Jordann Perret, Kevin Klíma) 57:52' Nikita Scherbak (Jakub Orsava, Aleš Jergl) | 1:0 1:1 2:1 2:2 2:3 3:3 3:4 | 16:14' Jan Stránský (Pavel Kousal, Ondřej Najman) 46:56' Ondřej Najman (Martin Pláněk, Adam Jánošík) 49:02' Oscar Flynn (David Šťastný, Martin Pláněk) 67:33' Miloš Kelemen (Martin Ševc, Mário Lunter) | Rozhodčí: Roman Mrkva Adam Kika Čároví: Jakub Frodl Vít Komárek |
| 6 min | 6 min | Tresty                      | 4 min | Rozhodčí: Roman Mrkva Adam Kika Čároví: Jakub Frodl Vít Komárek |
| 44 | 44 | Střely                      | 30 | Rozhodčí: Roman Mrkva Adam Kika Čároví: Jakub Frodl Vít Komárek |

Konečný stav série 4:1 na zápasy pro BK Mladá Boleslav.

#### Třinec (2.) – Vítkovice (8.)
| 19. března 2022 16:00 | HC Oceláři Třinec | 3:0 (0:0, 2:0, 1:0) | HC VÍTKOVICE RIDERA | Werk Arena, Třinec Návštěvnost: 4 717 |  |

| Report | |             |             |                                                                      |
| Ondřej Kacetl | Ondřej Kacetl | Brankáři    | Aleš Stezka | Rozhodčí: Tomáš Veselý Jakub Šindel Čároví: Michal Zíka Petr Šimánek |
| 30:20' Andrej Nestrašil (Vladimír Svačina, Milan Doudera) 38:07' Tomáš Kundrátek (David Musil, Andrej Nestrašil) 58:28' Miloš Roman (Petr Vrána, Patrik Hrehorčák) | 30:20' Andrej Nestrašil (Vladimír Svačina, Milan Doudera) 38:07' Tomáš Kundrátek (David Musil, Andrej Nestrašil) 58:28' Miloš Roman (Petr Vrána, Patrik Hrehorčák) | 1:0 2:0 3:0 |             | Rozhodčí: Tomáš Veselý Jakub Šindel Čároví: Michal Zíka Petr Šimánek |
| 4 min | 4 min | Tresty      | 6 min       | Rozhodčí: Tomáš Veselý Jakub Šindel Čároví: Michal Zíka Petr Šimánek |
| 27 | 27 | Střely      | 18          | Rozhodčí: Tomáš Veselý Jakub Šindel Čároví: Michal Zíka Petr Šimánek |

| 20. března 2022 18:00 | HC Oceláři Třinec | 2:1 (0:0, 1:0, 1:1) | HC VÍTKOVICE RIDERA | Werk Arena, Třinec Návštěvnost: 4 965 |  |

| Report | |             |                                                   |                                                                        |
| Ondřej Kacetl                                                                                                   | Ondřej Kacetl                                                                                                   | Brankáři    | Aleš Stezka                                       | Rozhodčí: Oldřich Hejduk Luděk Pilný Čároví: Tomáš Brejcha Ondřej Malý |
| 39:52' Andrej Nestrašil (Vladimír Svačina, Tomáš Kundrátek) 53:26' Petr Vrána (Martin Růžička, Jan Zahradníček) | 39:52' Andrej Nestrašil (Vladimír Svačina, Tomáš Kundrátek) 53:26' Petr Vrána (Martin Růžička, Jan Zahradníček) | 1:0 1:1 2:1 | 49:05' Robert Flick (Jakub Stehlík, Ruslan Pedan) | Rozhodčí: Oldřich Hejduk Luděk Pilný Čároví: Tomáš Brejcha Ondřej Malý |
| 6 min | 6 min | Tresty      | 6 min                                             | Rozhodčí: Oldřich Hejduk Luděk Pilný Čároví: Tomáš Brejcha Ondřej Malý |
| 36 | 36 | Střely      | 24                                                | Rozhodčí: Oldřich Hejduk Luděk Pilný Čároví: Tomáš Brejcha Ondřej Malý |

| 23. března 2022 19:00 | HC VÍTKOVICE RIDERA | 1:2 (0:0, 1:1, 0:1) | HC Oceláři Třinec | Ostravar Aréna, Ostrava Návštěvnost: 7 435 |  |

| Report                                             |                                                    |             | |                                                                   |
| Aleš Stezka                                        | Aleš Stezka                                        | Brankáři    | Ondřej Kacetl                                                                                             | Rozhodčí: Tomáš Veselý Jakub Šindel Čároví: Vít Komárek Milan Kis |
| 34:19' Jan Bernovský (Jan Hruška, Dominik Lakatoš) | 34:19' Jan Bernovský (Jan Hruška, Dominik Lakatoš) | 0:1 1:1 1:2 | 28:58' Erik Hrňa (Aron Chmielewski, Tomáš Marcinko) 44:42' David Musil (Michal Kovařčík, Ondřej Kovařčík) | Rozhodčí: Tomáš Veselý Jakub Šindel Čároví: Vít Komárek Milan Kis |
| 6 min                                              | 6 min                                              | Tresty      | 4 min | Rozhodčí: Tomáš Veselý Jakub Šindel Čároví: Vít Komárek Milan Kis |
| 20                                                 | 20                                                 | Střely      | 29 | Rozhodčí: Tomáš Veselý Jakub Šindel Čároví: Vít Komárek Milan Kis |

| 24. března 2022 17:00 | HC VÍTKOVICE RIDERA | 1:2 (1:0, 0:2, 0:0) | HC Oceláři Třinec | Ostravar Aréna, Ostrava Návštěvnost: 7 525 |  |

| Report                                               |                                                      |             | |                                                                     |
| Aleš Stezka                                          | Aleš Stezka                                          | Brankáři    | Ondřej Kacetl                                                                                            | Rozhodčí: Oldřich Hejduk Peter Stano Čároví: Josef Špůr Michal Zíka |
| 12:39' Ruslan Pedan (Tobias Lindberg, Petr Fridrich) | 12:39' Ruslan Pedan (Tobias Lindberg, Petr Fridrich) | 1:0 1:1 1:2 | 31:44' Michal Kovařčík (Tomáš Kundrátek, Ondřej Kovařčík) 33:09' Marko Daňo (Martin Růžička, Petr Vrána) | Rozhodčí: Oldřich Hejduk Peter Stano Čároví: Josef Špůr Michal Zíka |
| 4 min                                                | 4 min                                                | Tresty      | 6 min | Rozhodčí: Oldřich Hejduk Peter Stano Čároví: Josef Špůr Michal Zíka |
| 19                                                   | 19                                                   | Střely      | 19 | Rozhodčí: Oldřich Hejduk Peter Stano Čároví: Josef Špůr Michal Zíka |

Konečný stav série 4:0 na zápasy pro HC Oceláři Třinec.

#### Sparta (3.) – Liberec (7.)
| 21. března 2022 19:00 | HC Sparta Praha | 7:0 (1:0, 4:0, 2:0) | Bílí Tygři Liberec | O2 arena, Libeň Návštěvnost: 8 842 |  |

| Report | |                             |                              |                                                                      |
| Matěj Machovský | Matěj Machovský | Brankáři                    | Petr Kváča, Jaroslav Pavelka | Rozhodčí: René Hradil Petr Úlehla Čároví: Jiří Gebauer Marek Hlavatý |
| 19:44' Miroslav Forman (Adam Polášek, Milan Jurčina) 30:27' David Tomášek (Erik Thorell, Filip Chlapík) 35:04' David Tomášek (Filip Chlapík, David Němeček) 39:13' Erik Thorell (David Tomášek, Filip Chlapík) 39:37' Vladimír Sobotka (David Tomášek, Erik Thorell) 45:17' Gennady Stolyarov (David Tomášek, Filip Chlapík) 59:44' Erik Thorell (Roman Horák) | 19:44' Miroslav Forman (Adam Polášek, Milan Jurčina) 30:27' David Tomášek (Erik Thorell, Filip Chlapík) 35:04' David Tomášek (Filip Chlapík, David Němeček) 39:13' Erik Thorell (David Tomášek, Filip Chlapík) 39:37' Vladimír Sobotka (David Tomášek, Erik Thorell) 45:17' Gennady Stolyarov (David Tomášek, Filip Chlapík) 59:44' Erik Thorell (Roman Horák) | 1:0 2:0 3:0 4:0 5:0 6:0 7:0 |                              | Rozhodčí: René Hradil Petr Úlehla Čároví: Jiří Gebauer Marek Hlavatý |
| 8 min | 8 min | Tresty                      | 12 min                       | Rozhodčí: René Hradil Petr Úlehla Čároví: Jiří Gebauer Marek Hlavatý |
| 34 | 34 | Střely                      | 27                           | Rozhodčí: René Hradil Petr Úlehla Čároví: Jiří Gebauer Marek Hlavatý |

| 22. března 2022 19:00 | HC Sparta Praha | 3:2 (3:2, 0:0, 0:0) | Bílí Tygři Liberec | O2 arena, Libeň Návštěvnost: 9 514 |  |

| Report | |                     |                                                                                      |                                                                   |
| Matěj Machovský | Matěj Machovský | Brankáři            | Petr Kváča                                                                           | Rozhodčí: Robin Šír Petr Lacina Čároví: Tomáš Brejcha Vít Lederer |
| 08:33' Vladimír Sobotka (Michal Moravčík, Tomáš Šmerha) 12:49' David Němeček (Maksim Matushkin, Roman Horák) 14:56' David Tomášek (bez asistence) | 08:33' Vladimír Sobotka (Michal Moravčík, Tomáš Šmerha) 12:49' David Němeček (Maksim Matushkin, Roman Horák) 14:56' David Tomášek (bez asistence) | 0:1 1:1 2:1 3:1 3:2 | 07:14' Ladislav Šmíd (Petr Kváča) 16:47' Jaroslav Vlach (Marek Zachar, Petr Jelínek) | Rozhodčí: Robin Šír Petr Lacina Čároví: Tomáš Brejcha Vít Lederer |
| 6 min | 6 min | Tresty              | 8 min                                                                                | Rozhodčí: Robin Šír Petr Lacina Čároví: Tomáš Brejcha Vít Lederer |
| 32 | 32 | Střely              | 23                                                                                   | Rozhodčí: Robin Šír Petr Lacina Čároví: Tomáš Brejcha Vít Lederer |

| 25. března 2022 17:00 | Bílí Tygři Liberec | 1:2 (1:1, 0:0, 0:1) | HC Sparta Praha | Home Credit Arena, Liberec Návštěvnost: 6 070 |  |

| Report                                          |                                                 |             | |                                                                      |
| Petr Kváča                                      | Petr Kváča                                      | Brankáři    | Matěj Machovský                                                                                          | Rozhodčí: Tomáš Veselý René Hradil Čároví: Daniel Hynek Lukáš Rampír |
| 19:24' Adam Najman (Dávid Gríger, Jakub Klepiš) | 19:24' Adam Najman (Dávid Gríger, Jakub Klepiš) | 0:1 1:1 1:2 | 11:44' Tomáš Pavelka (David Tomášek, Filip Chlapík) 59:31' Roman Horák (David Tomášek, Maksim Matushkin) | Rozhodčí: Tomáš Veselý René Hradil Čároví: Daniel Hynek Lukáš Rampír |
| 16 min                                          | 16 min                                          | Tresty      | 16 min                                                                                                   | Rozhodčí: Tomáš Veselý René Hradil Čároví: Daniel Hynek Lukáš Rampír |
| 35                                              | 35                                              | Střely      | 29 | Rozhodčí: Tomáš Veselý René Hradil Čároví: Daniel Hynek Lukáš Rampír |

| 26. března 2022 15:00 | Bílí Tygři Liberec | 4:2 (0:0, 2:1, 2:1) | HC Sparta Praha | Home Credit Arena, Liberec Návštěvnost: 6 135 |  |

| Report | |                         |                                                                             |                                                                    |
| Petr Kváča | Petr Kváča | Brankáři                | Matěj Machovský                                                             | Rozhodčí: Petr Lacina Robin Šír Čároví: Vít Lederer Ladislav Lučan |
| 23:46' Jakub Klepiš (T.J. Melancon, Tomáš Filippi) 32:47' Adam Klapka (bez asistence) 50:21' Mislav Rosandič (Jakub Klepiš, Tomáš Filippi) 59:03' Dávid Gríger (Jakub Rychlovský) | 23:46' Jakub Klepiš (T.J. Melancon, Tomáš Filippi) 32:47' Adam Klapka (bez asistence) 50:21' Mislav Rosandič (Jakub Klepiš, Tomáš Filippi) 59:03' Dávid Gríger (Jakub Rychlovský) | 1:0 1:1 2:1 3:1 3:2 4:2 | 26:18' Adam Polášek (Vladimír Sobotka) 54:09' Tomáš Pavelka (Filip Chlapík) | Rozhodčí: Petr Lacina Robin Šír Čároví: Vít Lederer Ladislav Lučan |
| 6 min | 6 min | Tresty                  | 33 min                                                                      | Rozhodčí: Petr Lacina Robin Šír Čároví: Vít Lederer Ladislav Lučan |
| 30 | 30 | Střely                  | 33                                                                          | Rozhodčí: Petr Lacina Robin Šír Čároví: Vít Lederer Ladislav Lučan |

| 28. března 2022 19:00 | HC Sparta Praha | 5:4 po 3. prodl. (2:2, 2:2, 0:0 - 0:0, 0:0, 1:0) | Bílí Tygři Liberec | O2 arena, Libeň Návštěvnost: 9 287 |  |

| Report | |                                     | |                                                                            |
| Matěj Machovský, Július Hudáček | Matěj Machovský, Július Hudáček | Brankáři                            | Petr Kváča | Rozhodčí: Antonín Jeřábek Jakub Šindel Čároví: Tomáš Brejcha Jiří Ondráček |
| 06:17' David Tomášek (Miroslav Forman, Tomáš Pavelka) 13:06' Adam Polášek (David Dvořáček, Jakub Strnad) 24:27' Jan Buchtele (Filip Chlapík, Tomáš Dvořák) 29:05' Adam Polášek (Miroslav Forman) 103:28' Tomáš Pavelka (David Tomášek, Michal Řepík) | 06:17' David Tomášek (Miroslav Forman, Tomáš Pavelka) 13:06' Adam Polášek (David Dvořáček, Jakub Strnad) 24:27' Jan Buchtele (Filip Chlapík, Tomáš Dvořák) 29:05' Adam Polášek (Miroslav Forman) 103:28' Tomáš Pavelka (David Tomášek, Michal Řepík) | 0:1 1:1 1:2 2:2 3:2 3:3 3:4 4:4 5:4 | 03:42' Jan Ordoš (Jakub Klepiš, Tomáš Filippi) 06:52' Adam Dlouhý (Dávid Gríger, Marek Zachar) 28:07' Tomáš Filippi (Ladislav Šmíd, Jakub Klepiš) 28:38' Jan Šír (bez asistence) | Rozhodčí: Antonín Jeřábek Jakub Šindel Čároví: Tomáš Brejcha Jiří Ondráček |
| 6 min | 6 min | Tresty                              | 6 min | Rozhodčí: Antonín Jeřábek Jakub Šindel Čároví: Tomáš Brejcha Jiří Ondráček |
| 62 | 62 | Střely                              | 45 | Rozhodčí: Antonín Jeřábek Jakub Šindel Čároví: Tomáš Brejcha Jiří Ondráček |

Konečný stav série 4:1 na zápasy pro HC Sparta Praha. 

#### České Budějovice (4.) – Pardubice (5.)
| 21. března 2022 17:00 | Madeta Motor České Budějovice | 3:1 (1:0, 1:1, 1:0) | HC Dynamo Pardubice | Budvar aréna, České Budějovice Návštěvnost: 6 421 |  |

| Report | |                 |                                     |                                                                             |
| Dominik Hrachovina | Dominik Hrachovina | Brankáři        | Dominik Frodl                       | Rozhodčí: Vladimír Pešina Roman Mrkva Čároví: Miroslav Lhotský Jiří Svoboda |
| 07:28' Milan Gulaš (Petr Šenkeřík, Lukáš Pech) 20:49' Jindřich Abdul (bez asistence) 53:14' Jiří Novotný (Jakub Valský, Daniel Voženílek) | 07:28' Milan Gulaš (Petr Šenkeřík, Lukáš Pech) 20:49' Jindřich Abdul (bez asistence) 53:14' Jiří Novotný (Jakub Valský, Daniel Voženílek) | 1:0 2:0 2:1 3:1 | 22:17' Juraj Mikuš (Matej Paulovič) | Rozhodčí: Vladimír Pešina Roman Mrkva Čároví: Miroslav Lhotský Jiří Svoboda |
| 8 min | 8 min | Tresty          | 6 min                               | Rozhodčí: Vladimír Pešina Roman Mrkva Čároví: Miroslav Lhotský Jiří Svoboda |
| 19 | 19 | Střely          | 31                                  | Rozhodčí: Vladimír Pešina Roman Mrkva Čároví: Miroslav Lhotský Jiří Svoboda |

| 22. března 2022 17:00 | Madeta Motor České Budějovice | 3:2 (0:1, 1:1, 2:0) | HC Dynamo Pardubice | Budvar aréna, České Budějovice Návštěvnost: 6 421 |  |

| Report | |                     | |                                                                           |
| Dominik Hrachovina | Dominik Hrachovina | Brankáři            | Dominik Frodl                                                                                          | Rozhodčí: Antonín Jeřábek Roman Svoboda Čároví: Jiří Ondráček Michal Zíka |
| 31:13' Miroslav Holec (Michal Vondrka, Stuart Thomas Percy) 59:19' Martin Hanzl (Stuart Thomas Percy, Lukáš Pech) 59:51' Lukáš Pech (Jiří Ondráček) | 31:13' Miroslav Holec (Michal Vondrka, Stuart Thomas Percy) 59:19' Martin Hanzl (Stuart Thomas Percy, Lukáš Pech) 59:51' Lukáš Pech (Jiří Ondráček) | 0:1 0:2 1:2 2:2 3:2 | 15:28' Ondřej Vála (Anthony Camara, Ondřej Matýs) 26:51' Robert Říčka (David Cienciala, Robert Kousal) | Rozhodčí: Antonín Jeřábek Roman Svoboda Čároví: Jiří Ondráček Michal Zíka |
| 16 min | 16 min | Tresty              | 14 min                                                                                                 | Rozhodčí: Antonín Jeřábek Roman Svoboda Čároví: Jiří Ondráček Michal Zíka |
| 30 | 30 | Střely              | 20 | Rozhodčí: Antonín Jeřábek Roman Svoboda Čároví: Jiří Ondráček Michal Zíka |

| 25. března 2022 19:00 | HC Dynamo Pardubice | 1:2 (0:1, 0:1, 1:0) | Madeta Motor České Budějovice | Enteria arena, Pardubice Návštěvnost: 10 194 |  |

| Report |       |        |        |
| 6 min  | 6 min | Tresty | 35 min |
| 36     | 36    | Střely | 21     |

| 26. března 2022 17:00 | HC Dynamo Pardubice | 3:2 (2:0, 0:0, 1:2) | Madeta Motor České Budějovice | Enteria arena, Pardubice Návštěvnost: 9 452 |  |

| Report |        |        |       |
| 10 min | 10 min | Tresty | 6 min |
| 23     | 23     | Střely | 30    |

| 28. března 2022 17:00 | Madeta Motor České Budějovice | 4:3 (1:2, 2:1, 1:0) | HC Dynamo Pardubice | Budvar aréna, České Budějovice Návštěvnost: 6 421 |  |

| Report |       |        |       |
| 2 min  | 2 min | Tresty | 2 min |
| 27     | 27    | Střely | 28    |

Konečný stav série 4:1 na zápasy pro Madeta Motor České Budějovice.

### Semifinále

#### Třinec (2.) – Mladá Boleslav (11.)
| 3. dubna 2022 17:00 | HC Oceláři Třinec | 3:0 (0:0, 1:0, 2:0) | BK Mladá Boleslav | Werk Arena, Třinec Návštěvnost: 5 400 |  |

| Report | |             |                |                                                                            |
| Ondřej Kacetl | Ondřej Kacetl | Brankáři    | Gašper Krošelj | Rozhodčí: Daniel Pražák Matěj Sýkora Čároví: Miroslav Lhotský Jiří Svoboda |
| 39:04' Michal Kovařčík (Aron Chmielewski, Vladimír Dravecký) 43:02' David Musil (Martin Růžička, Andrej Nestrašil) 59:21' Miloš Roman (Marko Daňo, Petr Vrána) | 39:04' Michal Kovařčík (Aron Chmielewski, Vladimír Dravecký) 43:02' David Musil (Martin Růžička, Andrej Nestrašil) 59:21' Miloš Roman (Marko Daňo, Petr Vrána) | 1:0 2:0 3:0 |                | Rozhodčí: Daniel Pražák Matěj Sýkora Čároví: Miroslav Lhotský Jiří Svoboda |
| 6 min | 6 min | Tresty      | 29 min         | Rozhodčí: Daniel Pražák Matěj Sýkora Čároví: Miroslav Lhotský Jiří Svoboda |
| 35 | 35 | Střely      | 24             | Rozhodčí: Daniel Pražák Matěj Sýkora Čároví: Miroslav Lhotský Jiří Svoboda |

| 4. dubna 2022 17:00 | HC Oceláři Třinec | 1:0 po s.n. (2:1) (0:0, 0:0, 0:0 - 0:0) | BK Mladá Boleslav | Werk Arena, Třinec Návštěvnost: 5 400 |  |

| Report                                       |                                              |          |                |                                                                     |
| Ondřej Kacetl                                | Ondřej Kacetl                                | Brankáři | Gašper Krošelj | Rozhodčí: Tomáš Veselý Peter Stano Čároví: Tomáš Brejcha Josef Špůr |
| 80:00' Vladimír Svačina (rozhodující nájezd) | 80:00' Vladimír Svačina (rozhodující nájezd) | 1:0      |                | Rozhodčí: Tomáš Veselý Peter Stano Čároví: Tomáš Brejcha Josef Špůr |
| 8 min                                        | 8 min                                        | Tresty   | 8 min          | Rozhodčí: Tomáš Veselý Peter Stano Čároví: Tomáš Brejcha Josef Špůr |
| 44                                           | 44                                           | Střely   | 34             | Rozhodčí: Tomáš Veselý Peter Stano Čároví: Tomáš Brejcha Josef Špůr |

| 7. dubna 2022 17:00 | BK Mladá Boleslav | 3:4 po prodl. (1:0, 1:0, 1:3 - 0:1) | HC Oceláři Třinec | ŠKO-ENERGO Aréna, Mladá Boleslav Návštěvnost: 4 200 |  |

| Report | |                             | |                                                                        |
| Gašper Krošelj | Gašper Krošelj | Brankáři                    | Ondřej Kacetl, Marek Mazanec | Rozhodčí: Vladimír Pešina René Hradil Čároví: Daniel Hynek Michal Zíka |
| 01:42' Miloš Kelemen (Mário Lunter) 27:44' Maris Bičevskis (Oscar Flynn, Alex Lintuniemi) 48:01' Oscar Flynn (Pavel Kousal) | 01:42' Miloš Kelemen (Mário Lunter) 27:44' Maris Bičevskis (Oscar Flynn, Alex Lintuniemi) 48:01' Oscar Flynn (Pavel Kousal) | 1:0 2:0 2:1 3:1 3:2 3:3 3:4 | 41:32' Petr Vrána (Vladimír Svačina, Milan Doudera) 58:09' Erik Hrňa (Tomáš Marcinko, Tomáš Kundrátek) 58:26' Petr Vrána (Milan Doudera, Andrej Nestrašil) 61:12' Erik Hrňa (Milan Doudera) | Rozhodčí: Vladimír Pešina René Hradil Čároví: Daniel Hynek Michal Zíka |
| 6 min | 6 min | Tresty                      | 2 min | Rozhodčí: Vladimír Pešina René Hradil Čároví: Daniel Hynek Michal Zíka |
| 15 | 15 | Střely                      | 37 | Rozhodčí: Vladimír Pešina René Hradil Čároví: Daniel Hynek Michal Zíka |

| 8. dubna 2022 17:00 | BK Mladá Boleslav | 1:2 (0:1, 0:1, 1:0) | HC Oceláři Třinec | ŠKO-ENERGO Aréna, Mladá Boleslav Návštěvnost: 4 200 |  |

| Report                                             |                                                    |             | |                                                                  |
| Gašper Krošelj                                     | Gašper Krošelj                                     | Brankáři    | Ondřej Kacetl                                                                                          | Rozhodčí: Robin Šír Petr Lacina Čároví: Vít Lederer Lukáš Rampír |
| 56:02' Miloš Kelemen (Adam Jánošík, Martin Pláněk) | 56:02' Miloš Kelemen (Adam Jánošík, Martin Pláněk) | 0:1 0:2 1:2 | 09:01' Vladimír Dravecký (Miloš Roman, Patrik Hrehorčák) 36:07' Martin Růžička (Petr Vrána, Erik Hrňa) | Rozhodčí: Robin Šír Petr Lacina Čároví: Vít Lederer Lukáš Rampír |
| 2 min                                              | 2 min                                              | Tresty      | 4 min                                                                                                  | Rozhodčí: Robin Šír Petr Lacina Čároví: Vít Lederer Lukáš Rampír |
| 24                                                 | 24                                                 | Střely      | 32 | Rozhodčí: Robin Šír Petr Lacina Čároví: Vít Lederer Lukáš Rampír |

Konečný stav série 4:0 na zápasy pro HC Oceláři Třinec.

#### Sparta (3.) – České Budějovice (4.)
| 3. dubna 2022 14:30 | HC Sparta Praha | 2:1 (1:1, 1:0, 0:0) | Madeta Motor České Budějovice | O2 arena, Libeň Návštěvnost: 15 089 |  |

| Report                                                                        |                                                                               |             |                                                  |                                                                          |
| Július Hudáček                                                                | Július Hudáček                                                                | Brankáři    | Dominik Hrachovina                               | Rozhodčí: Vladimír Pešina Jiří Ondráček Čároví: Daniel Hynek Michal Zíka |
| 02:59' Vladimír Sobotka (Miroslav Forman) 24:09' Filip Chlapík (Jan Buchtele) | 02:59' Vladimír Sobotka (Miroslav Forman) 24:09' Filip Chlapík (Jan Buchtele) | 1:0 1:1 2:1 | 10:19' Lukáš Pech (Martin Bučko, Michal Vondrka) | Rozhodčí: Vladimír Pešina Jiří Ondráček Čároví: Daniel Hynek Michal Zíka |
| 8 min                                                                         | 8 min                                                                         | Tresty      | 8 min                                            | Rozhodčí: Vladimír Pešina Jiří Ondráček Čároví: Daniel Hynek Michal Zíka |
| 35                                                                            | 35                                                                            | Střely      | 26                                               | Rozhodčí: Vladimír Pešina Jiří Ondráček Čároví: Daniel Hynek Michal Zíka |

| 4. dubna 2022 19:00 | HC Sparta Praha | 5:1 (2:0, 0:0, 3:1) | Madeta Motor České Budějovice | O2 arena, Libeň Návštěvnost: 12 116 |  |

| Report | |                         |                                                  |                                                                       |
| Július Hudáček | Július Hudáček | Brankáři                | Dominik Hrachovina, Jan Strmeň                   | Rozhodčí: René Hradil Jakub Šindel Čároví: Jiří Gebauer Marek Hlavatý |
| 07:19' Michal Řepík (Adam Polášek, Tomáš Pavelka) 18:46' Erik Thorell (Roman Horák) 44:41' Michal Moravčík (Michal Řepík) 45:31' David Tomášek (David Němeček, Filip Chlapík) 48:02' Filip Chlapík (David Tomášek) | 07:19' Michal Řepík (Adam Polášek, Tomáš Pavelka) 18:46' Erik Thorell (Roman Horák) 44:41' Michal Moravčík (Michal Řepík) 45:31' David Tomášek (David Němeček, Filip Chlapík) 48:02' Filip Chlapík (David Tomášek) | 1:0 2:0 2:1 3:1 4:1 5:1 | 40:49' Milan Gulaš (Martin Hanzl, Roman Vráblík) | Rozhodčí: René Hradil Jakub Šindel Čároví: Jiří Gebauer Marek Hlavatý |
| 10 min | 10 min | Tresty                  | 16 min                                           | Rozhodčí: René Hradil Jakub Šindel Čároví: Jiří Gebauer Marek Hlavatý |
| 19 | 19 | Střely                  | 27                                               | Rozhodčí: René Hradil Jakub Šindel Čároví: Jiří Gebauer Marek Hlavatý |

| 7. dubna 2022 19:00 | Madeta Motor České Budějovice | 2:3 po prodl. (1:0, 0:0, 1:2 - 0:1) | HC Sparta Praha | Budvar aréna, České Budějovice Návštěvnost: 6 421 |  |

| Report                                                                                    |                                                                                           |                     | |                                                                          |
| Dominik Hrachovina                                                                        | Dominik Hrachovina                                                                        | Brankáři            | Július Hudáček | Rozhodčí: Oldřich Hejduk Adam Kika Čároví: Miroslav Lhotský Jiří Svoboda |
| 08:20' Milan Gulaš (Lukáš Pech, Daniel Voženílek) 50:10' Daniel Voženílek (Jiří Ondráček) | 08:20' Milan Gulaš (Lukáš Pech, Daniel Voženílek) 50:10' Daniel Voženílek (Jiří Ondráček) | 1:0 2:0 2:1 2:2 2:3 | 56:01' Michal Řepík (Michal Moravčík, Tomáš Šmerha) 58:36' Filip Chlapík (Maksim Matushkin) 71:55' Filip Chlapík (David Tomášek) | Rozhodčí: Oldřich Hejduk Adam Kika Čároví: Miroslav Lhotský Jiří Svoboda |
| 33 min                                                                                    | 33 min                                                                                    | Tresty              | 10 min | Rozhodčí: Oldřich Hejduk Adam Kika Čároví: Miroslav Lhotský Jiří Svoboda |
| 15                                                                                        | 15                                                                                        | Střely              | 42 | Rozhodčí: Oldřich Hejduk Adam Kika Čároví: Miroslav Lhotský Jiří Svoboda |

| 8. dubna 2022 19:00 | Madeta Motor České Budějovice | 3:1 (0:0, 2:1, 1:0) | HC Sparta Praha | Budvar aréna, České Budějovice Návštěvnost: 6 421 |  |

| Report | |                 |                                      |                                                                        |
| Dominik Hrachovina | Dominik Hrachovina | Brankáři        | Július Hudáček                       | Rozhodčí: Antonín Jeřábek Roman Mrkva Čároví: Jiří Ondráček Josef Špůr |
| 22:16' Daniel Voženílek (Jan Štencel, Roman Vráblík) 35:20' Jindřich Abdul (Jan Štencel, Lukáš Pech) 54:05' Lukáš Pech (Jindřich Abdul, Michal Vondrka) | 22:16' Daniel Voženílek (Jan Štencel, Roman Vráblík) 35:20' Jindřich Abdul (Jan Štencel, Lukáš Pech) 54:05' Lukáš Pech (Jindřich Abdul, Michal Vondrka) | 1:0 1:1 2:1 3:1 | 33:20' Erik Thorell (David Dvořáček) | Rozhodčí: Antonín Jeřábek Roman Mrkva Čároví: Jiří Ondráček Josef Špůr |
| 2 min | 2 min | Tresty          | 4 min                                | Rozhodčí: Antonín Jeřábek Roman Mrkva Čároví: Jiří Ondráček Josef Špůr |
| 19 | 19 | Střely          | 29                                   | Rozhodčí: Antonín Jeřábek Roman Mrkva Čároví: Jiří Ondráček Josef Špůr |

| 11. dubna 2022 18:30 | HC Sparta Praha | 3:2 (1:0, 1:2, 1:0) | Madeta Motor České Budějovice | O2 arena, Libeň Návštěvnost: 12 288 |  |

| Report | |                     |                                                                                         |                                                                  |
| Július Hudáček | Július Hudáček | Brankáři            | Dominik Hrachovina                                                                      | Rozhodčí: Robin Šír Roman Mrkva Čároví: Vít Lederer Lukáš Rampír |
| 04:32' David Tomášek (Filip Chlapík, Michal Moravčík) 25:36' Filip Chlapík (bez asistence) 53:19' Roman Horák (Miroslav Forman, Erik Thorell) | 04:32' David Tomášek (Filip Chlapík, Michal Moravčík) 25:36' Filip Chlapík (bez asistence) 53:19' Roman Horák (Miroslav Forman, Erik Thorell) | 1:0 1:1 1:2 2:2 3:2 | 21:12' Milan Gulaš (Roman Vráblík, Jan Štencel) 22:15' Daniel Voženílek (bez asistence) | Rozhodčí: Robin Šír Roman Mrkva Čároví: Vít Lederer Lukáš Rampír |
| 24 min | 24 min | Tresty              | 16 min                                                                                  | Rozhodčí: Robin Šír Roman Mrkva Čároví: Vít Lederer Lukáš Rampír |
| 22 | 22 | Střely              | 26                                                                                      | Rozhodčí: Robin Šír Roman Mrkva Čároví: Vít Lederer Lukáš Rampír |

Konečný stav série 4:1 na zápasy pro HC Sparta Praha.

### Finále

#### Třinec (2.) – Sparta (3.)
| 18. dubna 2022 17:00 | HC Oceláři Třinec | 4:1 (0:1, 0:0, 4:0) | HC Sparta Praha | Werk Arena, Třinec Návštěvnost: 5 400 |  |

| Report |       |        |       |
| 6 min  | 6 min | Tresty | 4 min |
| 28     | 28    | Střely | 24    |

| 19. dubna 2022 17:00 | HC Oceláři Třinec | 1:2 (0:0, 0:1, 1:1) | HC Sparta Praha | Werk Arena, Třinec Návštěvnost: 5 400 |  |

| Report        |               |          |                |                                                                           |
| Ondřej Kacetl | Ondřej Kacetl | Brankáři | Július Hudáček | Rozhodčí: Vladimír Pešina Robin Šír Čároví: Miroslav Lhotský Jiří Svoboda |
| 4 min         | 4 min         | Tresty   | 8 min          | Rozhodčí: Vladimír Pešina Robin Šír Čároví: Miroslav Lhotský Jiří Svoboda |
| 31            | 31            | Střely   | 29             | Rozhodčí: Vladimír Pešina Robin Šír Čároví: Miroslav Lhotský Jiří Svoboda |

| 22. dubna 2022 18:30 | HC Sparta Praha | 2:3 (1:0, 0:2, 1:1) | HC Oceláři Třinec | O2 arena, Libeň Návštěvnost: 17 220 |  |

| Report         |                |          |               |                                                                       |
| Július Hudáček | Július Hudáček | Brankáři | Ondřej Kacetl | Rozhodčí: Roman Mrkva Daniel Pražák Čároví: Tomáš Brejcha Vít Lederer |
| 13 min         | 13 min         | Tresty   | 15 min        | Rozhodčí: Roman Mrkva Daniel Pražák Čároví: Tomáš Brejcha Vít Lederer |
| 21             | 21             | Střely   | 21            | Rozhodčí: Roman Mrkva Daniel Pražák Čároví: Tomáš Brejcha Vít Lederer |

| 23. dubna 2022 17:00 | HC Sparta Praha | 5:2 (0:1, 3:0, 2:1) | HC Oceláři Třinec | O2 arena, Libeň Návštěvnost: 17 220 |  |

| Report         |                |          |               |                                                                                |
| Július Hudáček | Július Hudáček | Brankáři | Ondřej Kacetl | Rozhodčí: Antonín Jeřábek Oldřich Hejduk Čároví: Miroslav Lhotský Jiří Svoboda |
| 4 min          | 4 min          | Tresty   | 8 min         | Rozhodčí: Antonín Jeřábek Oldřich Hejduk Čároví: Miroslav Lhotský Jiří Svoboda |
| 24             | 24             | Střely   | 29            | Rozhodčí: Antonín Jeřábek Oldřich Hejduk Čároví: Miroslav Lhotský Jiří Svoboda |

| 26. dubna 2022 17:00 | HC Oceláři Třinec | 7:3 (2:2, 4:1, 1:0) | HC Sparta Praha | Werk Arena, Třinec Návštěvnost: 5 400 |  |

| Report                       |                              |          |                                 |                                                                     |
| Ondřej Kacetl, Marek Mazanec | Ondřej Kacetl, Marek Mazanec | Brankáři | Július Hudáček, Matěj Machovský | Rozhodčí: Vladimír Pešina Robin Šír Čároví: Daniel Hynek Josef Špůr |
| 6 min                        | 6 min                        | Tresty   | 8 min                           | Rozhodčí: Vladimír Pešina Robin Šír Čároví: Daniel Hynek Josef Špůr |
| 28                           | 28                           | Střely   | 31                              | Rozhodčí: Vladimír Pešina Robin Šír Čároví: Daniel Hynek Josef Špůr |

| 28. dubna 2022 19:00 | HC Sparta Praha | 1:2 (0:2, 0:0, 1:0) | HC Oceláři Třinec | O2 arena, Libeň Návštěvnost: 17 220 |  |

| Report         |                |          |               |  |
| Július Hudáček | Július Hudáček | Brankáři | Marek Mazanec |  |

Konečný stav série 4:2 na zápasy pro HC Oceláři Třinec.

## Baráž o extraligu
- Kladno hrálo kvůli rekonstrukci stadionu v Chomutově.

#### Kladno (14.) – Jihlava (vítěz Chance ligy)
| 17. dubna 2022 16:00 | Rytíři Kladno | 6:4 (1:0, 2:3, 3:1) | HC Dukla Jihlava | Rocknet aréna, Chomutov Návštěvnost: 4500 |  |

| Report     |            |          |               |                                                                     |
| Landon Bow | Landon Bow | Brankáři | Maksim Zhukov | Rozhodčí: Adam Kika Matěj Sýkora Čároví: Jiří Gebauer Marek Hlavatý |
| 6 min      | 6 min      | Tresty   | 6 min         | Rozhodčí: Adam Kika Matěj Sýkora Čároví: Jiří Gebauer Marek Hlavatý |
| 39         | 39         | Střely   | 25            | Rozhodčí: Adam Kika Matěj Sýkora Čároví: Jiří Gebauer Marek Hlavatý |

| 18. dubna 2022 18:00 | Rytíři Kladno | 4:1 (0:1, 2:0, 2:0) | HC Dukla Jihlava | Rocknet aréna, Chomutov Návštěvnost: 4200 |  |

| Report |       |        |       |
| 6 min  | 6 min | Tresty | 6 min |
| 29     | 29    | Střely | 34    |

| 21. dubna 2022 17:30 | HC Dukla Jihlava | 5:3 (1:0, 3:3, 1:0) | Rytíři Kladno | CZ LOKO Arena, Jihlava Návštěvnost: 5134 |  |

| Report        |               |          |            |                                                                        |
| Maksim Zhukov | Maksim Zhukov | Brankáři | Landon Bow | Rozhodčí: Robin Šír Matěj Sýkora Čároví: Miroslav Lhotský Jiří Svoboda |
| 12 min        | 12 min        | Tresty   | 16 min     | Rozhodčí: Robin Šír Matěj Sýkora Čároví: Miroslav Lhotský Jiří Svoboda |
| 39            | 39            | Střely   | 37         | Rozhodčí: Robin Šír Matěj Sýkora Čároví: Miroslav Lhotský Jiří Svoboda |

| 22. dubna 2022 17:30 | HC Dukla Jihlava | 2:7 (1:2, 1:2, 0:3) | Rytíři Kladno | CZ LOKO Arena, Jihlava Návštěvnost: 5557 |  |

| Report                  |                         |          |            |                                                                        |
| Maksim Zhukov Adam Wolf | Maksim Zhukov Adam Wolf | Brankáři | Landon Bow | Rozhodčí: Vladimír Pešina Adam Kika Čároví: Jiří Ondráček Daniel Hynek |
| 29 min                  | 29 min                  | Tresty   | 8 min      | Rozhodčí: Vladimír Pešina Adam Kika Čároví: Jiří Ondráček Daniel Hynek |
| 29                      | 29                      | Střely   | 40         | Rozhodčí: Vladimír Pešina Adam Kika Čároví: Jiří Ondráček Daniel Hynek |

| 25. dubna 2022 18:00 | Rytíři Kladno | 6:3 (2:2, 1:1, 3:0) | HC Dukla Jihlava | Rocknet aréna, Chomutov Návštěvnost: 4500 |  |

| Report     |            |          |               |                                                                     |
| Landon Bow | Landon Bow | Brankáři | Maksim Zhukov | Rozhodčí: Adam Kika Roman Mrkva Čároví: Tomáš Brejcha Jiří Ondráček |
| 6 min      | 6 min      | Tresty   | 10 min        | Rozhodčí: Adam Kika Roman Mrkva Čároví: Tomáš Brejcha Jiří Ondráček |
| 29         | 29         | Střely   | 33            | Rozhodčí: Adam Kika Roman Mrkva Čároví: Tomáš Brejcha Jiří Ondráček |

Konečný stav série 4:1 na zápasy. Právo účasti v příštím ročníku extraligy si vybojoval tým Rytíři Kladno.

## Konečné pořadí
| Pořadí           | Tým                           |
| ---------------- | ----------------------------- |
| Zlatá medaile    | HC Oceláři Třinec             |
| Stříbrná medaile | HC Sparta Praha               |
| Bronzová medaile | Madeta Motor České Budějovice |
| 4.               | BK Mladá Boleslav             |
| 5.               | Mountfield HK                 |
| 6.               | HC Dynamo Pardubice           |
| 7.               | Bílí Tygři Liberec            |
| 8.               | HC Vítkovice Ridera           |
| 9.               | HC Škoda Plzeň                |
| 10.              | HC Olomouc                    |
| 11.              | HC Kometa Brno                |
| 12.              | HC Energie Karlovy Vary       |
| 13.              | HC Verva Litvínov             |
| 14.              | Rytíři Kladno                 |
| 15.              | PSG Berani Zlín               |

## Rozhodčí

#### Hlavní
- Všichni kromě Petera Stana

- 4 Oldřich Hejduk
- 5 Pavel Hodek
- 7 Tomáš Horák
- 8 René Hradil
- 10 Petr Lacina
- 12 Roman Mrkva
- 13 Antonín Jeřábek
- 15 Vladimír Pešina
- 19 Roman Svoboda
- 21 Robin Šír
- 23 Petr Úlehla
- 56 Matěj Sýkora
- 60 Daniel Pražák
- 61 Tomáš Micka
- 66 Adam Kika
- 67 Zbyněk Kubičík
- 72 Pavel Obadal
- 73 Tomáš Veselý
- 79 Jakub Šindel
- 82 Luděk Pilný
- 83 Filip Vrba
- 88 Jiří Ondráček II
- 96 Peter Stano

#### Čároví
- Všichni

- 28 Tomáš Brejcha - 86 Jan Votrubec
- 39 Lukáš Kajínek -  81 Michal Axman
- 31 Jakub Frodl – 41 Vít Komárek
- 42 Vít Lederer – 80 Vladimír Rožánek
- 33 Tomáš Gerát -  35 Daniel Hynek
- 32 Jiří Gebauer – 34 Marek Hlavatý
- 54 Michal Zíka – 84 Petr Šimánek
- 87 Ondřej Bohuněk – 75 Lukáš Rampír
- 43 Miroslav Lhotský – 50 Jiří Svoboda
- 44 Ladislav Lučan - 40 Milan Kis
- 45 Jiří Ondráček – 51 Josef Špůr
- 46 Tomáš Pešek – 76 Ondřej Malý
- 70 Jiří Ganger – 74  David Klouček

## Mezinárodní rozhodčí v Extralize

#### Hlavní
V sezóně 2021/22 zatím nepískal žádný mezinárodní hlavní rozhodčí

#### Čároví
V sezoně 2021/22 zatím nepískal žádný mezinárodní čárový rozhodčí